# 联合国安全理事会第1号决议
联合国安理会1号决议，是1946年1月25日在联合国安全理事会第2次会议通过的。这个决议是关于设立联合国军事参谋团的，该决议未进行表决即通过。該委員會將由五個常任理事國軍隊的參謀長組成
这个决议是按照联合国宪章第四十七条的规定，设立联合国军事参谋团；请五大常任理事国参谋总长或其代表于1946年2月1日在伦敦开会，正式组成参谋团，制定关于组织和程序之各项提案，提交安理会。